# مقاطعة تليح
مقاطعة تليح (بالصومالية: Degmada Taleex)‏ هي مقاطعة في محافظة سول شمال الصومال عاصمتها مدينة تليح مقر دولة الدراويش الصومالية في القرن العشرين.

## التعليم
تضم مقاطعة تليح 6 مدارس تخدم 600 طالب وطالبة.

## روابط خارجية
- الخارطة الإدارية لمقاطعة تليكس